# Ørestad station
Ørestad station är en kombinerad järnvägsstation och tunnelbanestation (metrostation) i Ørestad i Köpenhamn. Den betjänar både Öresundståg, fjärr- och regionaltåg samt linje M1 på Köpenhamns metro.
När järnvägsstationen öppnade år 
2000 och metrostationen två år senare utnyttjades stationen främst av boende i villakvarteren i Tårnby. Med öppningen av köpcentret Field's år 2004 ökade antalet passagerare, främst på metron, och när hyresgästerna började flytta in i Ørestad Syd år 2010 och Royal Arena öppnade år 2017 blev passagerarna ännu fler.